# BL Lacertae
BL Lacertae es un galaxia activa (AGN) asociada a una potente radiofuente que se encuentra en la constelación de Lacerta. Inicialmente fue catalogada como estrella variable irregular por el astrónomo Cuno Hoffmeister en la década de 1920, recibiendo una designación de estrella variable en 1941. En la década de 1970 se descubrió que el núcleo activo de BL Lacertae estaba incrustado en una galaxia elíptica de brillo tenue, cuya luz normalmente estaba eclipsada por el núcleo.
La magnitud aparente de BL Lacertae varía entre 12,5 y 17 en períodos cortos de tiempo. Históricamente, se han observado variaciones de más de 5 magnitudes en intervalos cortos. Por otra parte, se ha estudiado microvariabilidad en tiempos muy cortos, menos de 1 hora, detectándose variaciones de 1 magnitud. Situada a unos 1000 millones de años luz de la Vía Láctea, BL Lacertae se aleja de nosotros a 20.000 km/s.
BL Lacertae da nombre a un tipo de blazar llamados Objetos BL Lacertae o simplemente Objetos BL Lac. Se caracterizan por un espectro óptico desprovisto tanto de líneas de absorción como de las anchas líneas de emisión características de los quásares.